# بيل هيوم
بيل هيوم (بالإنجليزية: Bill Hume)‏ هو لاعب كرة قدم أسترالي ونيوزيلندي، ولد في 1900 في المملكة المتحدة، وتوفي في 10 ديسمبر 2005. شارك مع منتخب أستراليا لكرة القدم ومنتخب نيوزيلندا لكرة القدم. أما مع النوادي، فقد لعب مع هاكواه سيدني سيتي إيست ‏.